# Liste des États souverains en 1903
- Haut – A
- B
- C
- D
- E
- F
- G
- H
- I
- J
- K
- L
- M
- N
- O
- P
- Q
- R
- S
- T
- U
- V
- W
- X
- Y
- Z

## A
- Aceh - Sultanat d'Aceh (jusqu'en 1903)
- Acre - République d'Acre (du 15 janvier au 13 mai puis à partir du 31 août)
- Allemagne - Empire allemand
- Andorre - Principauté d'Andorre
- Argentine - République argentine
- Australie - Commonwealth d'Australie
- Autriche-Hongrie - Autriche-Hongrie

## B
- Beihan - Émirat de Beihan
- Belgique - Royaume de Belgique
- Bhoutan
- Bolivie - République de Bolivie
- Brésil - République des États-Unis du Brésil

## C
- Canada - Dominion du Canada
- Champassak - Royaume de Champassak
- Chili - la République du Chili
- Dynastie Qing - Chine
- Colombie - République de Colombie
- État indépendant du Congo - État indépendant du Congo
- Corée – Empire coréen
- Costa Rica , République de Costa Rica
- Cuba - République de Cuba

## D
- Danemark - Royaume de Danemark
- Dhala - Émirat de Dhala
- République dominicaine - République dominicaine

## E
- Équateur - République de l'Équateur
- El Salvador - la République d'El Salvador
- États-Unis - États-Unis d'Amérique
- Empire d'Éthiopie - Empire éthiopien

## F
- France  - République française

## G
- Grèce - Royaume de Grèce
- Guatemala - République du Guatemala

## H
- Ha il - Émirat de Ha'il
- Haiti - République d'Haïti
- Sultanat du Haut-Awlaqi (en)
- Sheikhat du Haut-Awlaqi (en)  (jusqu'en 1903)
- Haut-Yafa - Sultanat du Haut-Yafa (jusqu'en 1903)

- Honduras - la République du Honduras

## I
- Italie – Royaume d'Italie

## J
- Empire du Japon - Empire du Japon

## K
- Kano - Émirat de Kano (jusqu'au 3 février)
- Krouchevo - République de Krouchevo (du 3 au 13 août)

## L
- Liberia - République du Libéria
- Liechtenstein - Principauté de Liechtenstein
- Luxembourg - Grand-Duché de Luxembourg

## M
- Maroc – Sultanat du Maroc
- Mexico - États-Unis du Mexique
- Monaco - Principauté de Monaco
- Monténégro : la Principauté du Monténégro

## N
- Nedjd - Émirat du Nedjd et du Hassa
- Népal - Royaume du Népal
- Nicaragua - République du Nicaragua
- Norvège – Royaume de Norvège (en union personnelle avec la Suède)

## O
- Empire ottoman - Sublime État ottoman
- Ouaddaï - Royaume du Ouaddaï

## P
- Panama - République de Panama (à partir du 3 novembre)
- Paraguay - République du Paraguay
- Pays-Bas - Royaume des Pays-Bas
- Pérou - République péruvienne
- Perse - Empire Perse
- Portugal - Royaume de Portugal

## R
- Roumanie – Royaume de Roumanie
- Royaume-Uni de Grande-Bretagne et d'Irlande - Royaume-Uni de Grande-Bretagne et d'Irlande
- Empire russe Empire Russe

## S
- Saint-Marin - Sérénissime République de Saint-Marin
- Serbie – Royaume de Serbie
- Siam - Royaume de Siam
- Sokoto -  Califat de Sokoto (jusqu'au 7 juillet)
- Espagne -  Royaume d'Espagne
- Suède – Royaume de Suède (en union personnelle avec la Norvège)
- Suisse - Confédération suisse

## T
- République tagalog (en)

## U
- Uruguay - République orientale de l'Uruguay

## V
- Venezuela - République bolivarienne du Venezuela

## W
- – Sultanat Wahidi de Bal'haf
- – Sultanat Wahidi de Habban